# Костюшкін Станіслав Михайлович
Станіслав Михайлович Костюшкін (нар. 20 серпня 1971, Одеса) - російський співак і поет, колишній учасник дуету «Чай удвох», автор проекту «A-Dessa», підприємець, телеведучий. Відомий своєю проросійською позицією щодо України.

## Біографічні відомості

### Ранні роки
Народився в Одесі. Коли йому був 1 рік, родина переїхала до Ленінграду, де він провів своє дитинство. У віці п'яти років Стас брав участь у фотосесії для журналу, присвяченому дитячій моді. 
Батько Стаса Костюшкіна був відомим джазовим саксофоністом, сам Костюшкін з раннього дитинства слухав багато джазової музики, навчався грати на фортепіано. У 1989 році закінчив Ленінградську дитячу музичну школу.

### Освіта
1989 року закінчив Ленінградське музичне училище ім. М. А. Римського-Корсакова по класу фортепіано.
У 1989-1990 рр. навчався в Амстердамській консерваторії у Нідерландах.
Закінчив також Санкт-Петербурзьку державну консерваторію (відділення вокалу).

### Кар'єра

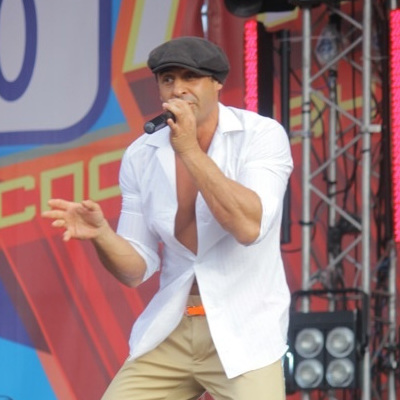
Стас Костюшкін, 2013

Повернувшись з Нідерландів, працював у дитячому театрі рос. «Зазеркалье», де він зустрівся зі своєю майбутньою дружиною Маріанною, а також Денисом Клявером, з яким у 1994 році заснував гурт «Чай удвох». Музиканти випустили десять студійних альбомів ((рос.)): «Я не забуду...» (1997), «Попутчица» (1998), «Ради тебя» (1999), «Не родная» (2000), «Ласковая моя...» (2002), «10000 слов о любви» (2005), «Утреннее чаепитие» (2005), «Вечернее чаепитие» (2005), «Прости...» (2006) і «Белое платье»(2012). 
У 2007 році взяли участь у програмі «Цирк зі звездами», російська версія шоу, в якому зірки випробовують себе у якості акторів цирку, відомий як Starcircus в Польщі. 
У 2012 році закінчили співпрацю. Незабаром після цього, С. Костюшкін заснував нову групу «Stanley Shulman Band», яка була названа на честь діда співака Юзефа Шульмана.
У 2012 розпочав музичний проект під назвою «A-Dessa». Випустив два сингли: Fire і Sirien, які були записані в компанії групи Niebaneda. У 2013 брав участь у 8-му сезоні програми рос. «Танцы со звездами». Його партнеркою була Анна Гудіно, з якою він зайняв п'яте місце. Восени 2014 випустив сингл рос. «Женщина, я не танцую». Кліп на пісню досяг понад 66 000 000 переглядів на YouTube. Навесні 2015 брав участь в шоу рос. «Точь-в-точь» та зайняв п'яте місце.

### Підприємницька діяльність
Разом з ізраїльським ресторатором Борисом Копиловим заснував мережу кав'ярень в торгових центрах «Пышка da pudra». У 2015 відкрив три пампушечні: одну в Санкт-Петербурзі і дві в Ростові-на-Дону. У цьому ж році телеведуча Лєра Кудрявцева підписала  угоду про купівлю франшизи з виробництва пончиків у Костюшкіна. Також цього року співак відкрив ресторан «Пончик-вагончик» в м. Москва. У цьому ж році він почав продавати свою лінію чаю «Мой чай».

### Особисте життя
У 1998 одружився з актрисою й піаністкою на ім'я Маріанна, з якою розлучився в 2003. У цьому ж році одружився з танцівницею на ім'я Ольга, з якою має сина Мартіна (нар. 2003). Пара розлучилась у 2006. У липні того ж року одружився втретє, і його обраницею стала триразова чемпіонка Росії з акробатики Юля Клокова (нар. 1980), яку він зустрів у 2004. Вони мають двох синів: Богдана (народився 1 листопада 2006) і Мирона (народився 10 грудня 2015)

## Зовнішні посилання
- 24smi.org [Архівовано 24 червня 2019 у Wayback Machine.]
- stuki-druki.com [Архівовано 24 червня 2019 у Wayback Machine.]